# Microneta varia
Microneta varia là một loài nhện trong họ Linyphiidae.
Loài này thuộc chi Microneta. Microneta varia được Eugène Simon miêu tả năm 1897.